# Монголско царство
Монголско царство (монг. Mongolыn Эzэnt Gүrэn), највећа копнена држава у историји и друга уопште по величини после Британског царства. Покривало је територију од преко 24 милиона km² на врхунцу своје моћи и имало је око 100 милиона становника. Монголско царство основао је Џингис-кан 1206. године. Монголска армија је највероватније бројала преко 200.000 војника. Склапали су савезе са номадским и другим народима у Азији. Почела је као монголска нација Монгола, Најмана, Ујгура и Меркита. Освојили су Кину, Блиски исток и неке европске регије. Монголским царством владао је Велики Кан или Каган. После смрти Монге Кана, Монголско царство се поделило на: Јуен династију, Илканат, Чагатајски канат и Златну хорду.
Вековима су Монголи живели номадским животом на степама или априлацима у Азији. Изненада су, током 13. века, избили на светску сцену. Предвођени Џингис-каном, Монголи су створили пространо царство које се протезало Европом и Азијом. Били су безобзирни војници који су сваки запоседнути град претворили у прах и пепео. Ипак је њихово царство доживело цео век мира. Цветала је трговина дуж Пута свиле између Кине и Европе, а Кина је уједињена након дуго година разједињености. Царство се распало са смрћу Кублај Кана 1294. године.
Монголско царство је произашло из унификације номадских племена у монголској домовини под вођством Џингис-кана, кога је савет прогласио владаром свих Монгола 1206. године. Царство је брзо расло под његовом управом, као и у време његових наследника, који су вршили инвазије у свим правцима. Огромна трансконтинентална империја је повезала исток са западом уз присилу Pax Mongolica, омогућавајући ширење трговине и размене технологија, роба и идеологија широм Евроазије.
Империја је почела да се дели због ратова за наследство, пошто се унуци Џингис-кана нису слагали око тага да ли краљевска линија треба да полази од његовог сина и иницијалног наследника Огатаја, или од неког од његових других синова, као што су Толуј, Чагатај, или Жучи. Толујова фракција је надвладала након крвавих разрачунавања са Огатајовом и Чагатајовом фракциој. Спорови су се наставили чак и међу потомцима Толуја. Након што је Монгке-кан умро 1259. ривалска курултајска већа су симултано изабрала различите наследнике, браћу Ариг-Буга и Кублај-кана, који су се затим борили један против другог у Толујском грађанском рату (1260-1264), али и против потомака других синова Џингиса. Кублај је надвладао, али је поново дошло до грађанског рата кад је Кублај неуспешно покушао да поврати контролу над Чагатајским и Огатајским фамилијама.
Битка код Ајн Џалута у Галилеји 1260. године је означила највишу тачку Монголских освајања и по први пут икад су опоненти поразили монголске нападе у директној борби на бојном пољу. Иако су Монголи покренули још много напада на Левант, краткотрајно га окупирајући и вршећи препаде све до Газе, након одлучне победе у бици код Вади ал-Хазнадара 1299. године, они су се повукли услед разних геополитичких фактора.
До времена Кублајове смрти 1294. године, Монголско царство је раздељено у четири засебна каната или царства, свако од којих је спроводило своје сопствене интересе и циљеве:
- канат Златне хорде на северозападу
- Чагатајски канат у централној Азији
- Илканат на југозападу
- Династија Јуен на истоку базирана близу данашњег Пекинга.[9]

Године 1304. три западна каната су краткотрајно прихватила номинално сизеренство династије Јуен, али је 1368. године Хан кинеска династија Минг заузела монголску престоницу. Џингисови владари Јуена су се повукли у монголску домовину и наставили да владају тамо као северна Јуенска династија, док су Златна хорда и Чагатајски канат опстали у једном облику или другом још неколико векова након пада династије Јуен и Илканата (који се дизинтегрирао током периода 1335-1353).

## Име
Оно што се назива Монголским царством је носило оригинално име Ikh Mongol Uls (ikh: велика, uls: држава; Велика Монголска држава). Током 1240-тих, један од Џингисових потомака, Гујук-кан, послао је писмо папи Иноћентију IV у коме је користио назив "Далеј (велики/океанси) кан велике Монголске државе (улус)".
Након рата за наслеђе између Kublај-кана и његовог брата Ариг-Буге, Ариг је ограничио Кублајеву моћ на источни део царства. Кублај је званично издао царски указ дана 19. децембра 1271. да именује земљу „Велики Јуен“ (Дај Јуен, или „Dai Ön Ulus“) чиме је успостављена династија Јуен. Неки извори наводе да је пуно Монголско име било Dai Ön Yehe Monggul Ulus.

## Историја

### Преимперијални контекст
Област око Монголије, Манџурије, и делове северне Кине је контролисала династија Љао од 10. века. Године 1125, династија Ђин коју су основали Џурџи је срушила династију Љао и покушала да задобије контролу на бившом Љао територијом у Монголији. Током 1130-тих владари династије Ђин, познати као Златни краљеви, успешно су се одупрли конфедерацији Хамаг Монгола, којом је у то време владао Хабул хан, прадеда Темуџина (Џингис-кана).
Монголски плато је углавном заузимало пет моћних племенских конфедерација (наката): Кереити, Хамаг Монголи, Најмани, Меркити, и Татари. Ђин цареви су следећи политику завади па владај, охрабривали спорове међу племенима, посебно између Татара и Монгола, како би држали номадска племена заузета њиховим сопственим борбама и стога далеко од себе. Хабулов наследник је био Амбагај-кан, кога су издали Татари, изручили га Џурџима, који су га погубили. Монголи су се осветили пустошећи гранично подручје, што је резултирало у неуспешном контранападу Џурџија 1143. године.
Године 1147, Ђин династија је донекле променила своју политику, потписујући мировни уговор са Монголима и повлачећи се из мноштва утврђења. Монголи су затим обновили нападе на Татаре да би осветили смрт свог кана, отварајући дуг период активних непријатељстава. Ђин и Татарске војске су поразиле Монголе 1161. године.
Током успона Монголске империје у 13. веку, обично хладне, огољене степе централне Азије су уживале своју најблажу, највлажнију климу у задњих хиљаду година. Сматра се да је консеквентни, брзи пораст броја ратних коња и друге стоке знатно ојачао Монголску војну снагу.

### Успон Џингис-кана
Познат током свог детињства као Темуџин, Џингис-кан је био син Монголског старешине. У својој младости је остао сироче. Он се веома брзо успео радећи са Тохрул каном Кереита, који је био најмоћнији Монголски воћа тог времена, и који је носио кинеску титулу Ванг, с значењем принц. Темуџин је отишао у рат са Ванг каном. Након што је Темуџин поразио Ванг кана дао је себи име Џингис-кан. Он је увећао Монголску државу под својом влашћу. Џингис-кан је запамћен по свом систему закона за Монголе, који је он називао Велики јаса. Њих су поштовале многе генерације Монгола широм Азије. Он је држао највећи део Азије под својом контролом. Његови закони су прижали неопходна овлашћења за опорезивање, и за све физички способне Монголе да узму учешћа у великом лову којим се сакупљало месо за зимске месеце. Термин Монгол је ушао у употребу као назив за сва племена која су говорила Монголски под контролом Џингис-кана. Његови најмоћнији савезници су били пријатељи његовог оца, Хереидски старешина Ун-кан, и његов побратим из детињства Жамуха из Жадран клана. Уз њихову помоћ, Темуџин је поразио Меркит племе, спасао своју жену Бирту, а затим однео победе над Најманима и Татарима.
Темуџин зе забранио пљачкање својих непријатеља без одобрења, и имплементирао је политику поделе плена са својим ратницима и њиховим фамилијама, уместо давања целокупног плена аристократама. Овакав приступ га је довео у сукоб са његовим рођацима, који су исто тако били легитимни наследници трона; они су сматрали да Темуџин није вођа него само дрски узурпатор. Та контроверза се раширила до његових генерала и других сарадника, те су неки од Монгола који су раније били његови савезници престали да буду лојални. Дошло је до рата, и Темуџин и снаге које су му још увек биле лојалне су превладале, при чему су уништена сва ривалска племена током периода од 1203. до 1205. Године 1206. је Темуџин крунисан као кан Велике Монголске државе (Yекхе Монгол Улус) у курултају (генералној скупштини/већу). Тада је узео титулу Џингис-кана (универсалног вође) уместо једне од старих племенских титула, као што су Гур кан или Тајанг кан, чиме је означен почетак Монголског царства.

### Рана организација
Џингис-кан је увео мноштво иновативних начина организације армије, делећи је у децималне подсекције: арбан (10 људи), зуун (100), мингхан (1000), и тумен (10,000). Кешиг, или царска гарда, је основана и подељена у дневне и ноћне гарде. Џингис је награђивао оне који су му били лојални и постављао их је на високе позиције, као што су вође армијских јединица и домаћинстава, мада је већина њих потицала из веома ниско рангираних кланова.
У поређењу са јединицама које је дао својим лојалним поборницима, оне које је доделио члановима сопствене породице су биле сасвим малобројне. Он је прогласио нове законе у царству, и регулисао већину аспеката свакодневног живота и политичких афера номада тог времена. Он је забранио трговину женама, крађу, туче међу Монголима, и лов животиња током сезоне парења.
Он је именовао свог усвојеног брата Шиги-Хутуха врховним судијом, и нарадио му да води евиденцију царства. Осим закона којима се регулишу питања породице, хране и армије, Џингис је исто тако донео декрет о религиозним слободама и подржавао је унутрашњу и међународну трговину. Он је ослободио сиромашне и свештенство из пореза. Он је исто тако подржавао писменост, усвајајући Ујгурско писмо, од кога је формирано Ујгурско-монголско писмо царства, и наредио је ујгуру Тататунги, који је раније служио као кан Најмана, да научи његове синове писању.

#### Продор у централну Азију
Џингис је брзо дошао у сукоб са династија Ђин Џурџијског народа и династијом Западни Сја Тангута у северној Кини. Он је такође морао да се суочи са још две силе, Тибетом и Каракитајским канатом. На западу је ушао у централну Азију, девастатирајући Трансоксанију и источну Персију, затим је опустошио Кијевску Русију (претечу Русије, Белорусије, и Украине) и Кавкашку област.
Пред своју смрт, Џингис-кан је поделио царство међу својим синовима и непосредном породицом, чинећи Монголско царство заједничком својином целокупне царске породице, која је заједно са Монголском аристократијом, сачињавала владајућу класу.